# Christian Dax

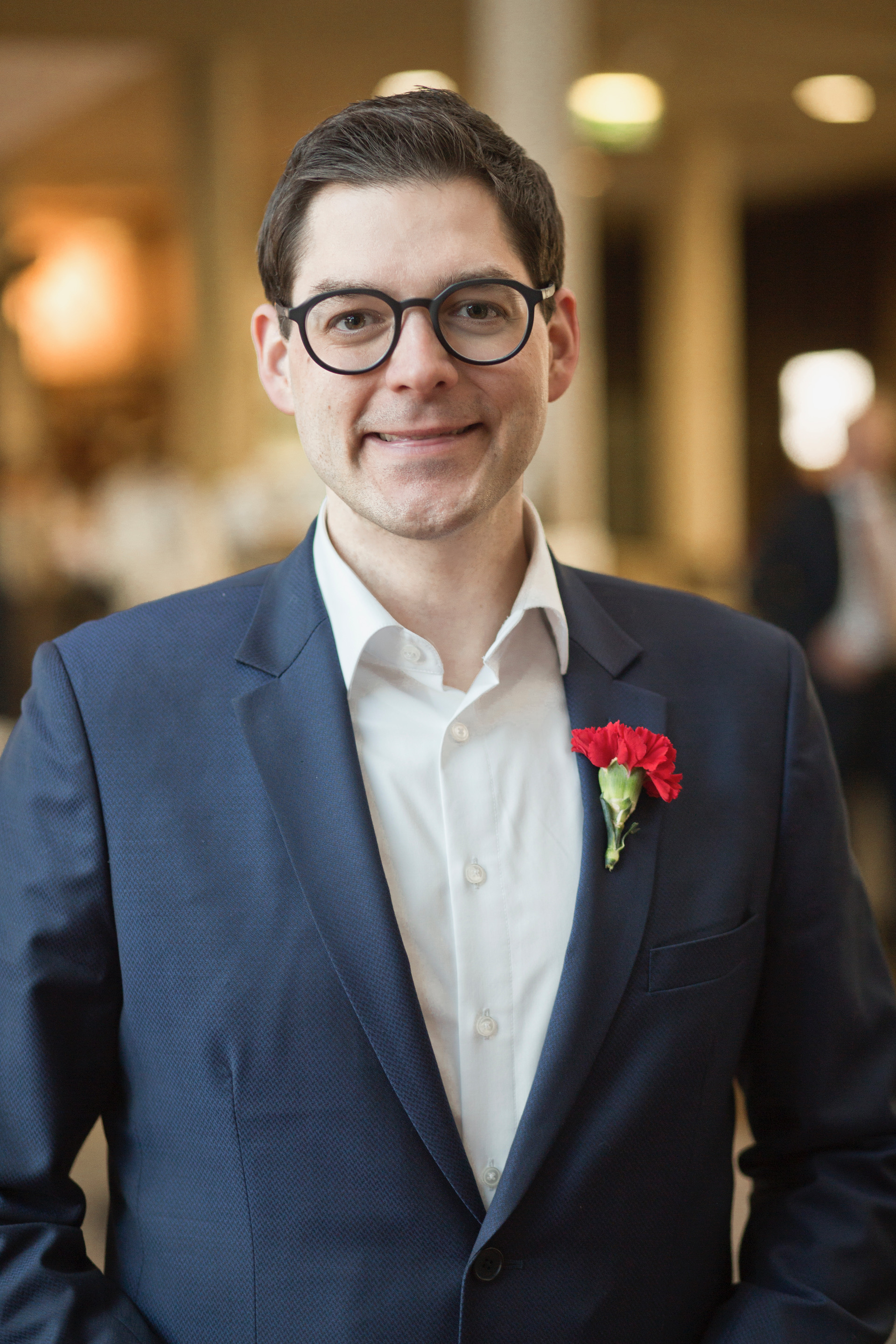
Christian Dax (2020), Angelobung zum Burgenländischen Landtag

Christian Dax (* 13. Februar 1988 in Güssing) ist ein österreichischer Politiker und Rechtsanwalt. Er war von Jänner 2017 bis Februar 2020 Landesgeschäftsführer der SPÖ Burgenland. Seit dem 17. Februar 2020 ist er Abgeordneter zum Burgenländischen Landtag.

## Leben
Christian Dax studierte nach seiner Matura Rechtswissenschaften an der Karl-Franzens-Universität Graz (Magister iuris 2011) und Konzertfach Basstuba an der Universität für Musik und darstellende Kunst Graz (Bachelor of Arts 2012). Nach dem Gerichtsjahr absolvierte Dax ein „Master of Laws“ Programm an der Indiana University Maurer School of Law in Bloomington, Indiana (LL.M. 2013).
Dax legte sowohl im Bundesstaat New York (2013), als auch in Österreich (2015) die Rechtsanwaltsprüfung ab. Er war als Jurist und Rechtsanwaltsanwärter in österreichischen Rechtsanwaltskanzleien tätig, später Partner in einer Rechtsanwälte GmbH.

## Politik
2015 wechselte Christian Dax in das Amt der Burgenländische Landesregierung und war als Referent für den damaligen burgenländischen Landeshauptmann Hans Niessl tätig. Von Jänner 2017 bis Februar 2020 war Dax Landesgeschäftsführer der SPÖ Burgenland. Er zog bei der Burgenländischen Landtagswahl 2020 aufgrund der Vielzahl an Vorzugsstimmen im Bezirk Oberwart in den Burgenländischen Landtag ein. Am 17. Februar 2020 wurde er in der konstituierenden Sitzung der XXII. Gesetzgebungsperiode als Abgeordneter zum Burgenländischen Landtag angelobt.
Bei der Europawahl im Mai 2019 kandidiert er als burgenländischer Spitzenkandidat auf Listenplatz 7 für die Sozialdemokratische Partei Österreichs und bekam mehr als 13.700 Vorzugsstimmen.
Im Sommer 2019 bestellte Hans Peter Doskozil mit Roland Fürst einen zweiten SPÖ-Landesgeschäftsführer, der die Parteigeschäfte im Februar 2020 alleine übernahm.

## Sonstiges
Dax lebt mit seiner Familie im Südburgenland. Christian Dax ist der Enkelsohn des ehemaligen Politikers und Präsidenten des Burgenländischen Landtags Wolfgang Dax.